# Arte nasride

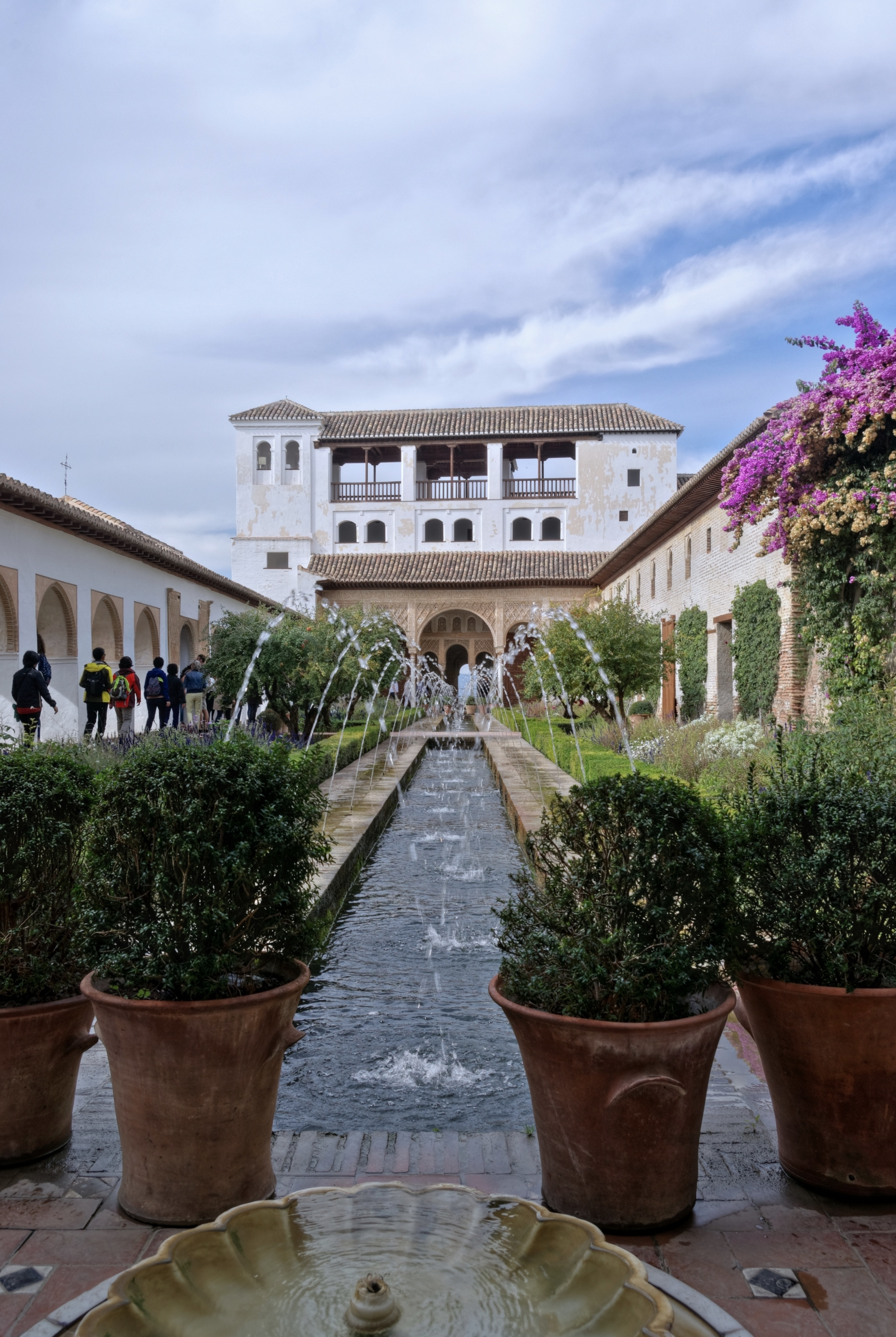
La Corte dell'Acequia.

L'arte nasride, anche chiamata arte granadina, costituisce l'ultima tappa dell'arte ispano-musulmana. Si sviluppò dal XIII al XV secolo, estendendosi oltre che al Sultanato di Granada, anche agli Stati barbareschi e ai dominii cristiani della penisola iberica, contribuendo all'ascesa dell'arte mudéjar. 
L'opera che per antonomasia definisce la dinastia dei Nasridi (1237-1492) è l'Alhambra, Qalat a il-Amra, "il castello rosso", vera sintesi di architettura palatina islamica e dei nuovi elementi di fortificazioni incorporati nell'architettura militare. Ad essa è associata un'almunia o orto di ristoro conosciuto come il Generalife o Yannat a il-Arif o "orto dell'architetto".

## Contesto storico
All'indebolirsi dell'impero almohade sorsero, in al-Ándalus nuovi piccoli regni che esistettero tra il XIII e il XV secolo. La battaglia di Las Navas de Tolosa, nel 1212, aprì il cammino verso sud ai conquistadores cristiani. In contrapposizione, a partire dal 1232, i musulmani di Arjona proclamarono sultano Muhamad ibn Yusuf ibn Nasr. Si avviò così un processo di ricostruzione territoriale mediante il quale si costituì nell'Andalusia un nuovo regno, dei Nasridi, la cui capitale, dal 1237, fu Granada. La costante pressione cristiana ridusse le dimensioni del regno, fino alla capitolazione di Granada il 2 gennaio 1492. In tal modo, scompariva l'ultimo bastione islamico di al-Andalus. 

## L'Alhambra

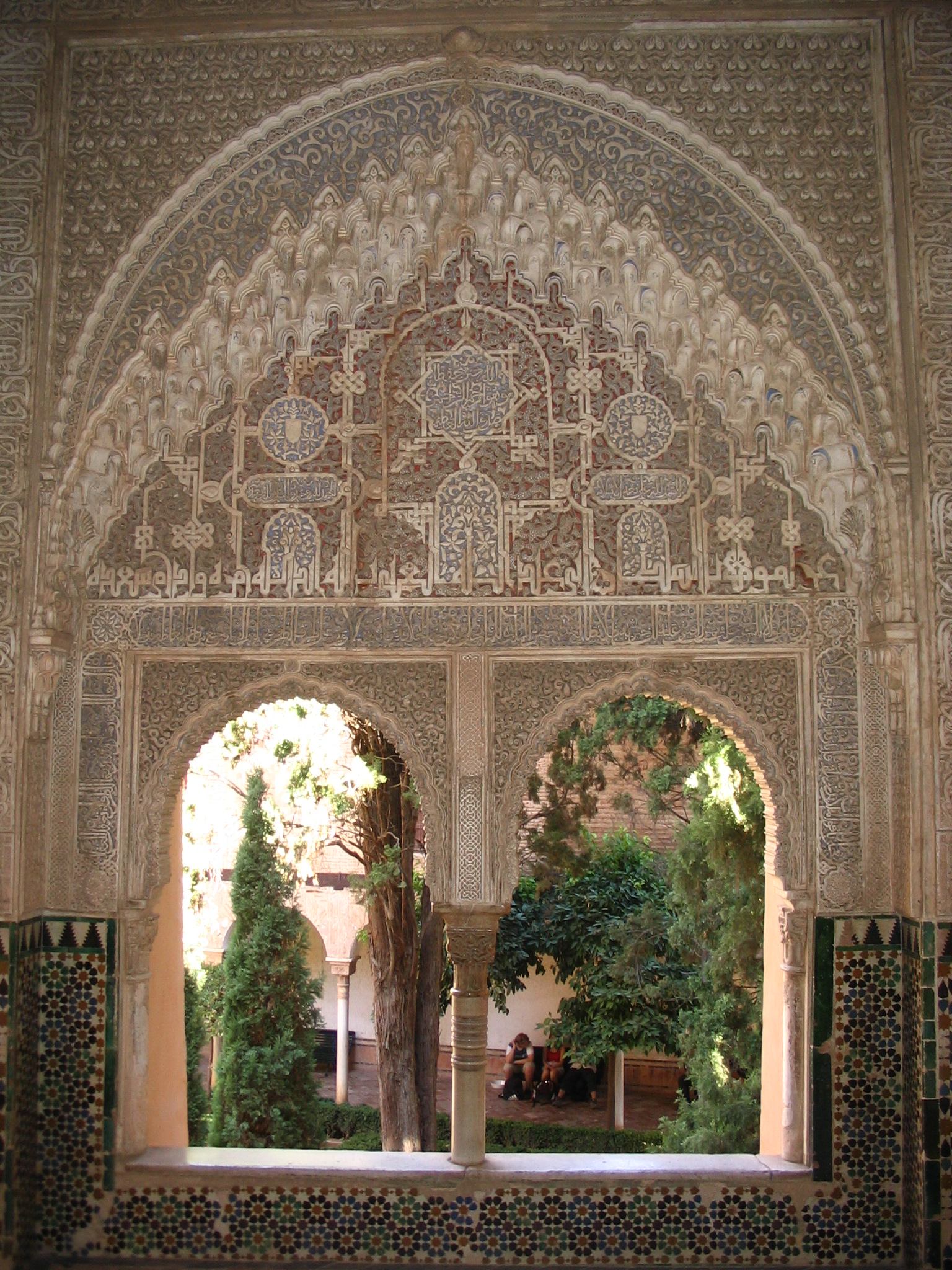
L'Alhambra.

La costruzione dell'Alhambra fu avviata dal fondatore della dinastia, Muhammad I, che abbandonò il palazzo dell'Albayzín e scelse questa collina per costruire la sua residenza. Il luogo conteneva i resti di una piccola fortificazione dell'XI secolo che fu trasformata nel proprio alcazaba. Venne dotata di un doppio recinto: uno esterno a modo di barbacane e un altro interno rinforzato da alte torri dove si installò un quartiere castrense con case, bagni e cisterne.
A partire dall'alcazaba si sviluppò il recinto murario della città dotandolo di torri difensive, benché alcune di queste introdussero la novità di divenire alloggi palatini. Nonostante il carattere di queste torri il vero nucleo palatino fu il cosiddetto Cuarto Real Viejo dell'Alhambra della quale fanno parte i palazzi de le Comares e dei Leoni. A parte questi insiemi residenziali e protocollari la città venne dotata di moschea congregazionale, bagni, quartiere per i servi, cimitero reale e officine.
Tra i principali nuclei palatini emerge in primo luogo il mexuar (maswar) o sala dove si riuniva il consiglio dei ministri o visir. La sua costruzione si deve ad Ismail I, e venne poi ristrutturato da Muhammad V. Nonostante le grandi trasformazioni, la sua sala rettangolare ha nella parte centrale quattro colonne che sostengono una lanterna. Intorno a questo spazio centrale quadrato sono disposti altri soggiorni rettangolari.

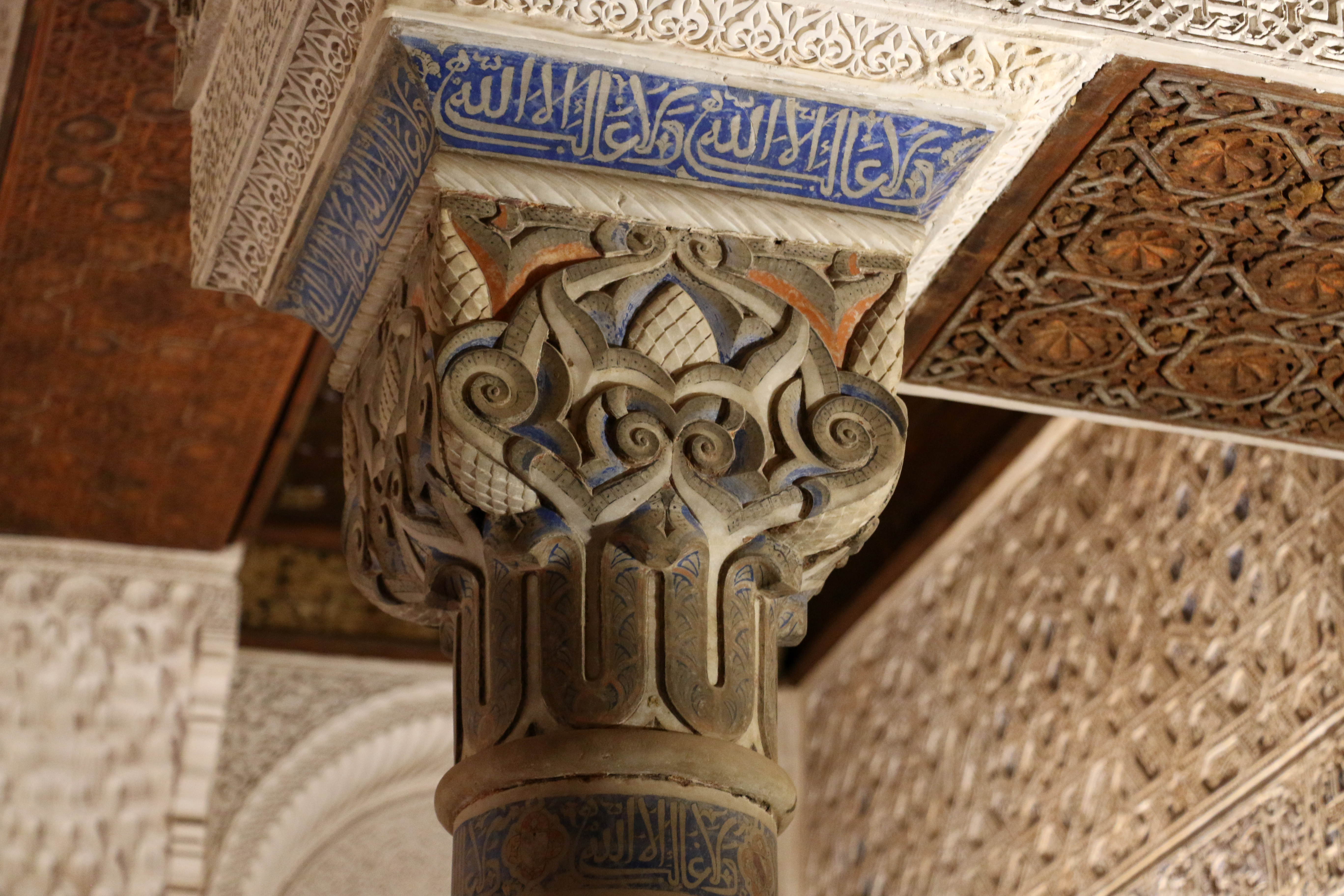
Capitello nasride

A nord del Mexuar si trova il cortile del Cuarto Dorado. Uno dei suoi lati è chiuso da una grande facciata chiamata "de Comares" dato che è l'accesso monumentale a detto palazzo. Il palazzo de Comares, costruito da Yusuf I e ristrutturato da Muhammad V, deve il suo nome al termine arabo qamriyya (o qamariyya) che in Oriente è utilizzato per designare le vetrate colorate. La grande facciata de le Comares è situata nel cortile del Cuarto Dorado. Seguendo la tradizione dei monarchi orientali, serviva da cornice al monarca quando sedeva li davanti mentre concedeva le udienze pubbliche ai suoi sudditi. Ma, allo stesso tempo, la facciata sviluppava chiaramente la sua duplice destinazione, dato che una delle sue porte serviva da accesso alla zona residenziale mentre l'altra introduceva nel cortile del palazzo. Questo grande cortile rettangolare, denominato degli "Arrayanes" o dell'"Alberca", è articolato intorno a un asse longitudinale la cui parte centrale è occupata da una piscina. I due lati maggiori del rettangolo erano occupati da quattro alloggi privati, due per ogni lato, per le quattro mogli legittime del sultano. I lati minori, porticati, accoglievano: a sud l'alloggio del principe ereditario mentre a nord si trovava la residenza del sultano. Questa ultima era una sala rettangolare, delimitata da un'alcova, nota come Sala della Barca ("baraka", "benedizione"). Un piccolo corridoio parallelo alla sala conduceva, a destra a un piccolo oratorio mentre a sinistra una scala portava a un'altra camera situata nella sala del trono. Nella possente torre de le Comares si trovava la sala del Trono o degli Ambasciatori il cui rivestimento di legno è stato interpretato come i sette cieli del Paradiso coranico. In questa sala il monarca celebrava i ricevimenti e gli atti solenni.
Trasversalmente a questo insieme si trovava il palazzo dei Leoni, costruito da Muhammad V. Di forma tradizionale, era considerato la residenza privata del monarca, benché recentemente gli si è attribuita una funzione simile al nucleo precedente. Così, la sala delle Dos Hermanas sarebbe un mexuar mentre il mirador di Lindaraja sarebbe la sala del Trono. Indipendentemente da qualunque di queste possibili funzioni, l'insieme è articolato intorno a un cortile a crociera al cui centro si trova la fonte con dodici leoni di marmo provenienti da una costruzione dell'XI secolo. I quattro lati del Patio dei Leoni sono porticati. Nell'asse di ognuno di questi si aprono i corrispondenti soggiorni conosciuti con i nomi di: Sala dei Mocárabes, degli Abencerrajes e dei Re.

## Caratteristiche

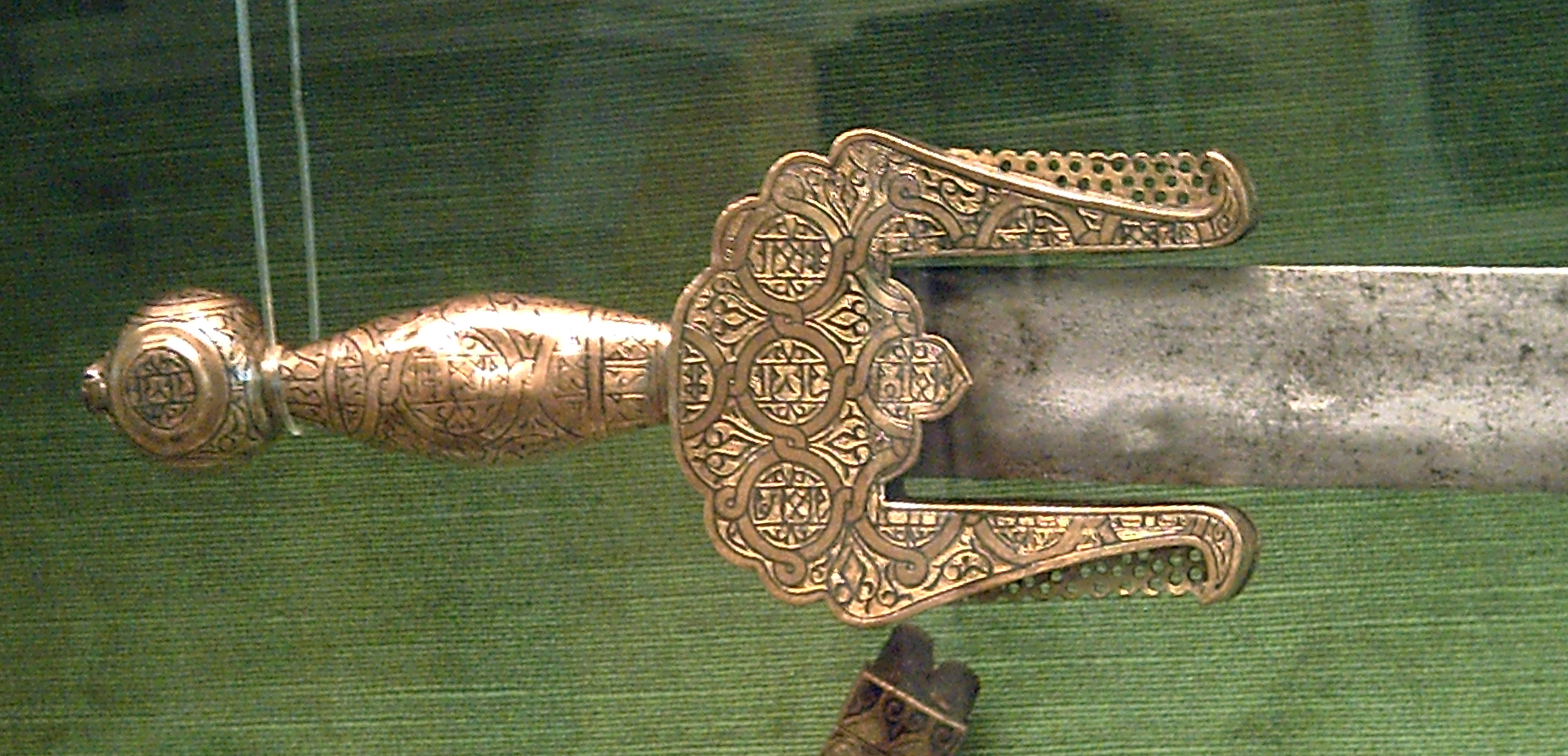
Spada nasride (Museo archeologico nazionale di Spagna)

Quindi, l'insieme dell'Alhambra e alcuni altri edifici come la Stanza Reale di Santa Domenica e l'Alcázar Genil, entrambi a Granada, le tracce della città di Ronda e i numerosi castelli permettono di stabilire il segno generale dell'arte nasride che non è che la sintesi dell'arte ispano-musulmana.

### Architettura militare
L'architettura militare sviluppò i sistemi generati in epoca precedente dotandoli di una maggiore complessità. L'architettura palatina impiega due tipi di organizzazione di cortili i cui precedenti si rintracciano a Madinat al-Zahra'. Si tratta del cortile monoassiale, cortile degli Arrayanes o dell'Alberca, e del cortile a crociera, il Patio dei Leoni. I soggiorni corrispondono nuovamente a due tipologie: una allungata con estremi utilizzati come alcove, e un'altra quadrata circondata da stanze. Sono di esempio la Sala della Barca e la Sala de las Dos hermanas.

### Architettura religiosa
Le scarse tracce di architettura religiosa permettono di pensare a moschee che seguivano il modello almoade con navate perpendicolari al muro della Qibla. L'unica novità proveniva del fatto di utilizzare colonne di marmo quando l'edificio aveva una certa rilevanza. Per quanto riguarda il repertorio ornamentale veniva utilizzata una profusione decorativa che mascherava la povertà dei materiali utilizzati, dagli zoccoli piastrellati agli intonaci a stucco fino alla decorazione pittorica, come quella conservata nella volta della Sala dei Re. Caratteristica è la colonna ad albero cilindrico.

### Architettura civile
Per quello che riguarda l'architettura civile a Granada c'è la testimonianza di due edifici: il funduq e il maristán. Il funduq, denominato oggi "Corral del Carbón", era una specie di albergo o posada destinata all'alloggio di commercianti stranieri e delle loro mercanzie, che a volte, erano specializzati in un determinato prodotto. Il maristán o ospedale, associato poi al manicomio, fu edificato da Muhammad V e demolito in 1843. Entrambe le costruzioni avevano una struttura quadrangolare su due piani intorno a un cortile con piscina.

### Ornamenti

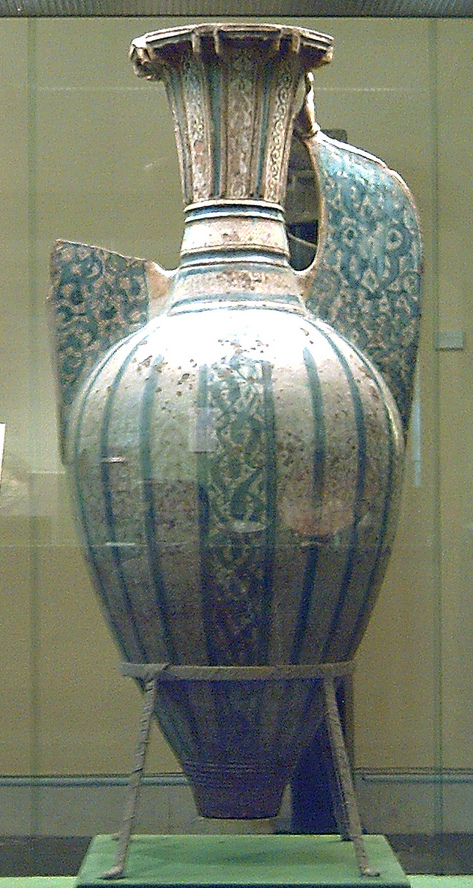
Vaso tipo Alhambra (M.A.N., Madrid)

Per quanto riguarda il repertorio ornamentale veniva utilizzata una profusione di elementi decorativi per camuffare la povertà dei materiali impiegati. Caratteristica della sala dei re la colonna cilindrica e il capitello a due corpi: uno cilindrico decorato con nastri e un altro cubico. Gli archi preferiti sono semicircolari a bande e angolati. I tetti in legno si alternano a volte a muqarnas in stucco, come quelle della Sala de las Dos Hermanas o della Sala de los Abencerrajes. Allo stesso modo, ai soliti motivi ornamentali, geometrici, vegetali ed epigrafici, si aggiunge lo stemma dei Nasridi che sarà generalizzato da Muhammad V.

### Arti decorative
Simile allo splendore architettonico è quello acquisito dalle arti suntuarie, mettendo in risalto le ceramiche a riflessi metallici e le stoffe di seta a cui si possono aggiungere bronzi, intarsi e armi. Le ceramiche di lusso, conosciute come "a riflesso metallico" o "terracotta dorata", sono caratterizzate dal sottoporre la loro ultima cottura a un fuoco povero di ossigeno e ad una temperatura più bassa. Con questa procedura, il miscuglio di solfuro d'argento e rame impiegato nella decorazione arrivava all'ossidazione producendo il luccichio metallico. Frequentemente veniva aggiunto ossido di cobalto che dava luogo a una serie in blu e dorato. Con questa tecnica venivano realizzati i famosi "bicchieri" o vasi dell'Alhambra.
I tessuti nasridi, da parte loro, costituiscono l'ultima tappa dello splendore dei tessuti di seta andalusi che saranno sostituiti dai velluti goffrati. Si caratterizzano per i loro colori intensi e l'uso di motivi identici a quelli utilizzati nella decorazione architettonica.

### Altre forme di arte
Dalla metà del XX secolo si è venuti a conoscenza dell'esistenza di manufatti nascosti nella Sala degli Ambasciatori del Palazzo de le Comares dell'Alhambra, in parti accessibili soltanto agli artigiani nasridi che avevano partecipato alla costruzione. In successivi restauri del Mirador di Lindaraja, agli inizi del XXI secolo, è stata documentata l'esistenza di 80 disegni policromi nascosti, realizzati dagli artigiani che avevano lavorato alla decorazione del palazzo. Ulteriori e successivi lavori hanno mostrato l'esistenza di più disegni, nel tempietto a ovest del Patio dei Leoni, comprendendo, entrambi i gruppi di disegni, rappresentazioni umane "cosa proibita dall'Islam!".

## Sviluppo successivo
A partire dal XIX secolo, con i revival, rinascimentali o movimenti "neo", sorse il neomoresco, che agglutina tutte le arti musulmane, inclusa la nasride, dove vengono copiati intonaci, piastrelle, muqarnas e soprattutto, le colonne, come vediamo nel Palazzo dell'Alhambra, il Casino di Murcia, il Kiosco morisco, la Grande Sinagoga di Budapest, la Sinagoga nuova di Berlino o la Casa dei cristalli.

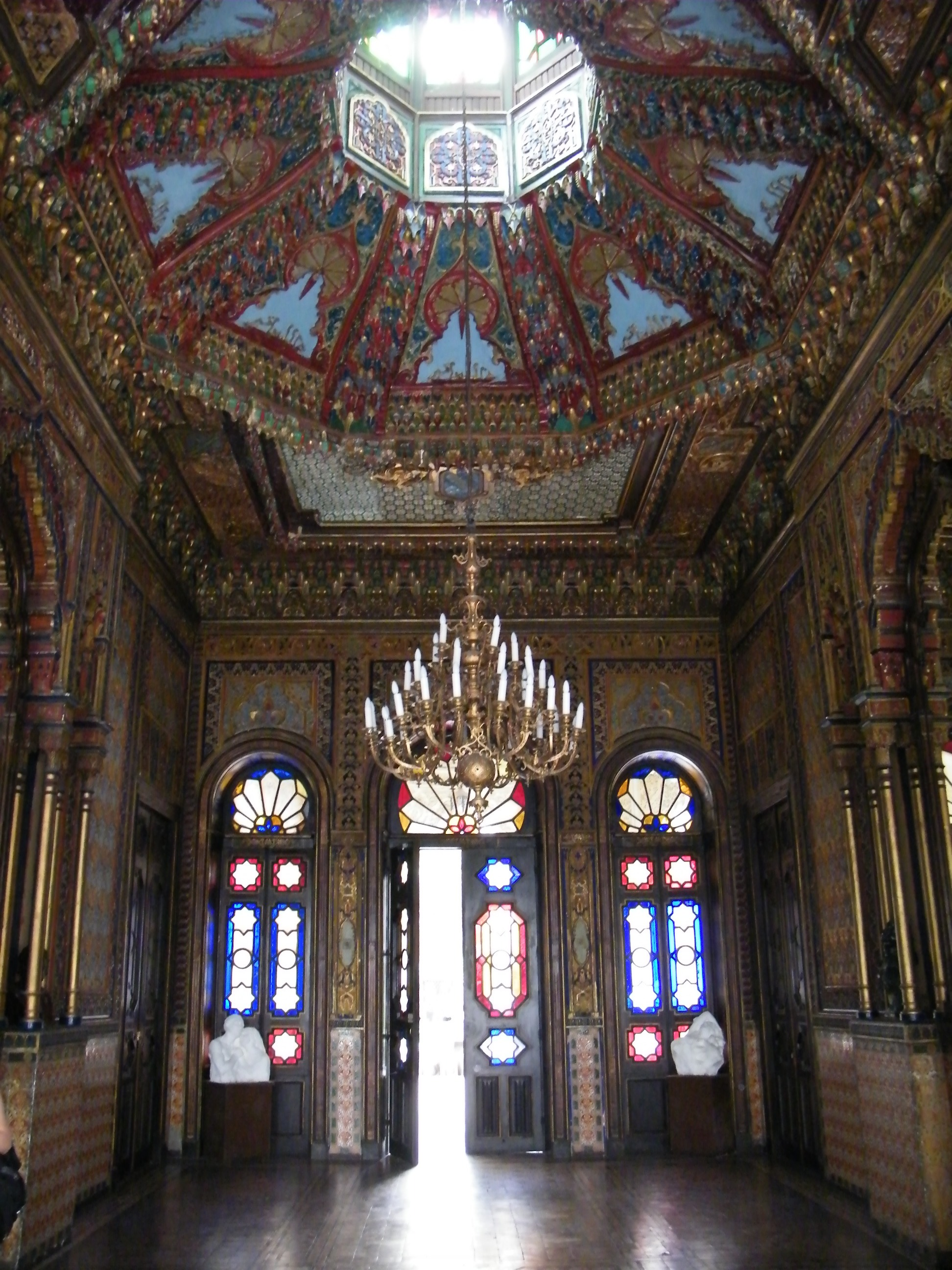
Palazzo dell'Alhambra
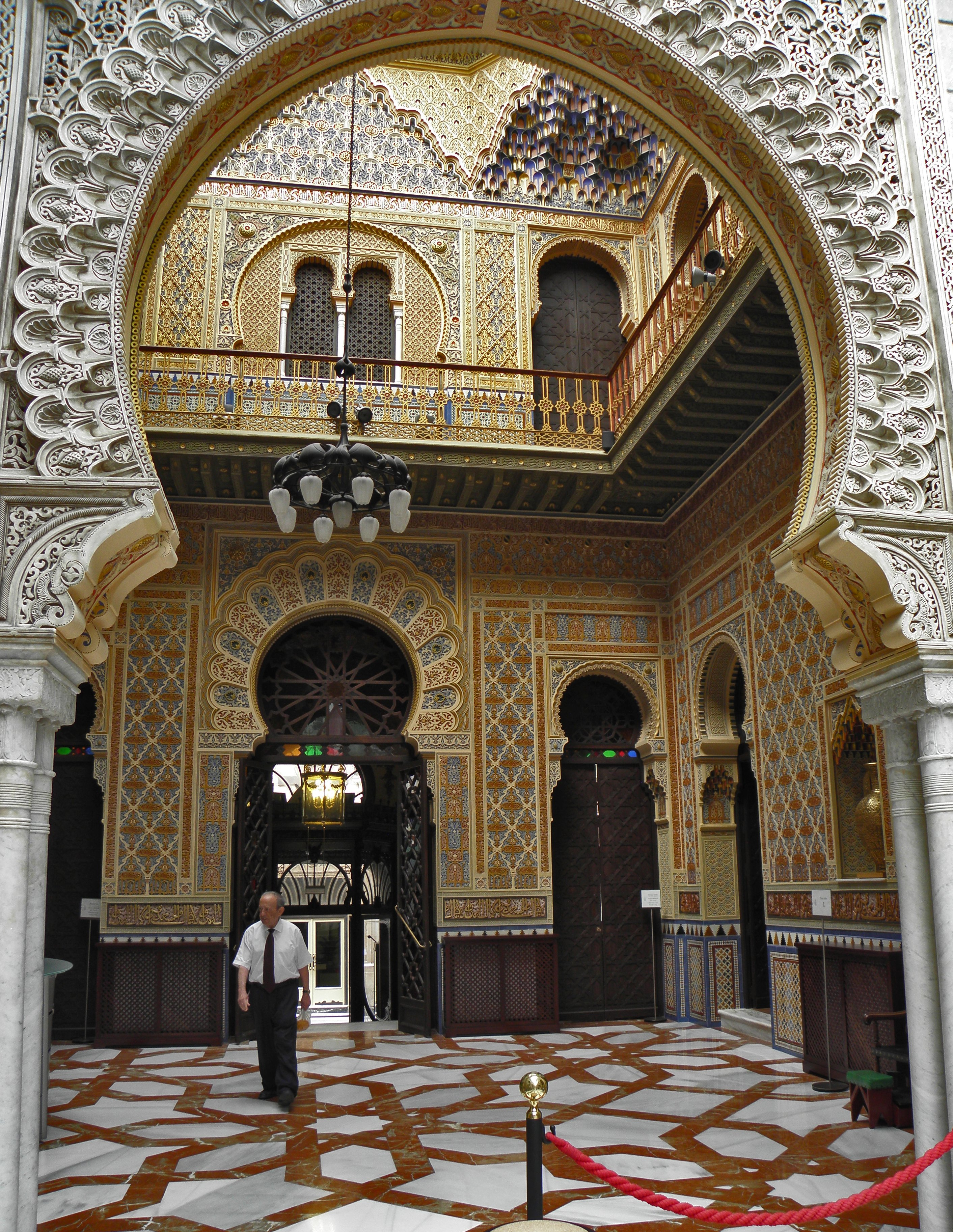
Casino de Murcia
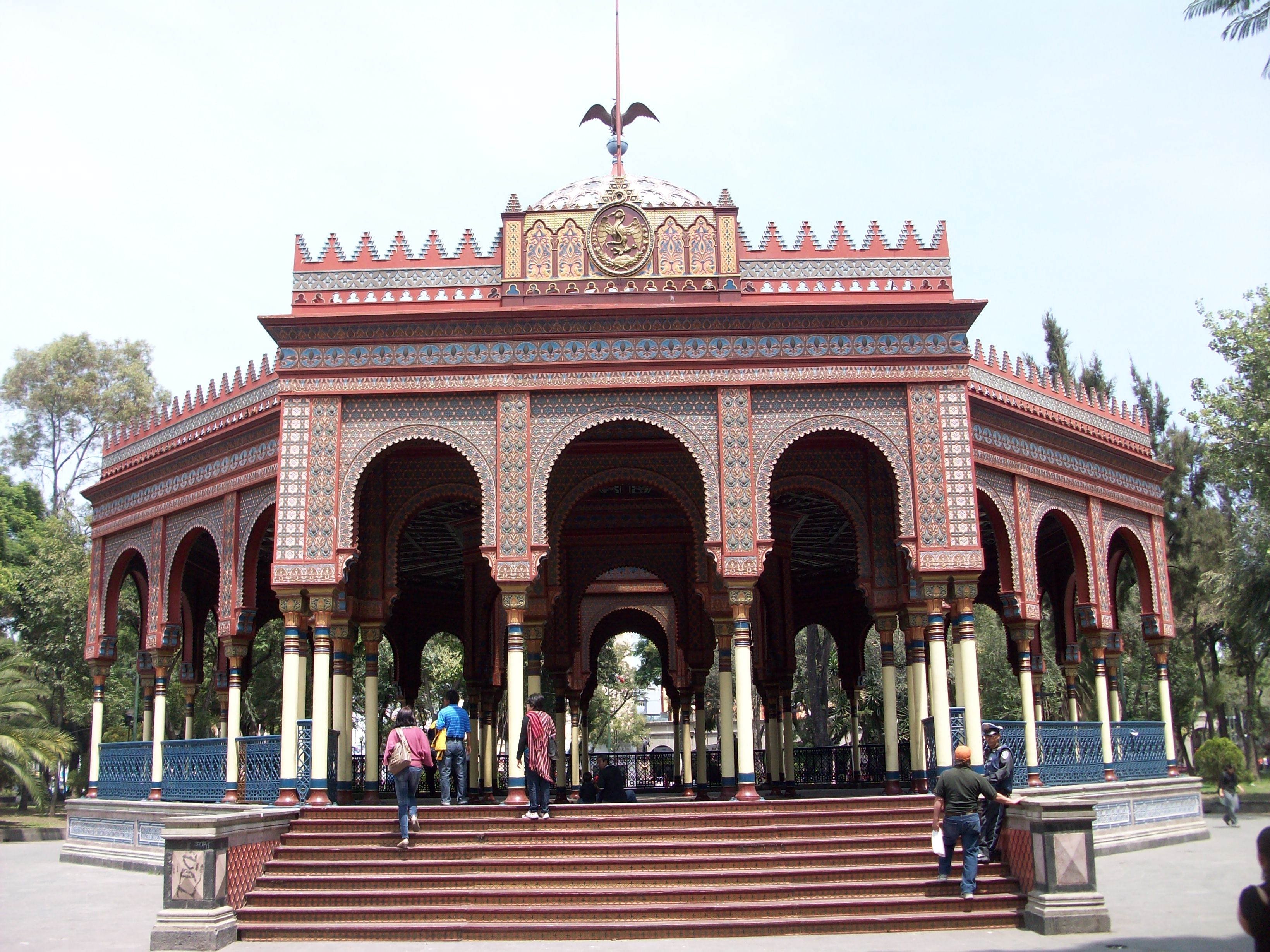
Kiosco morisco
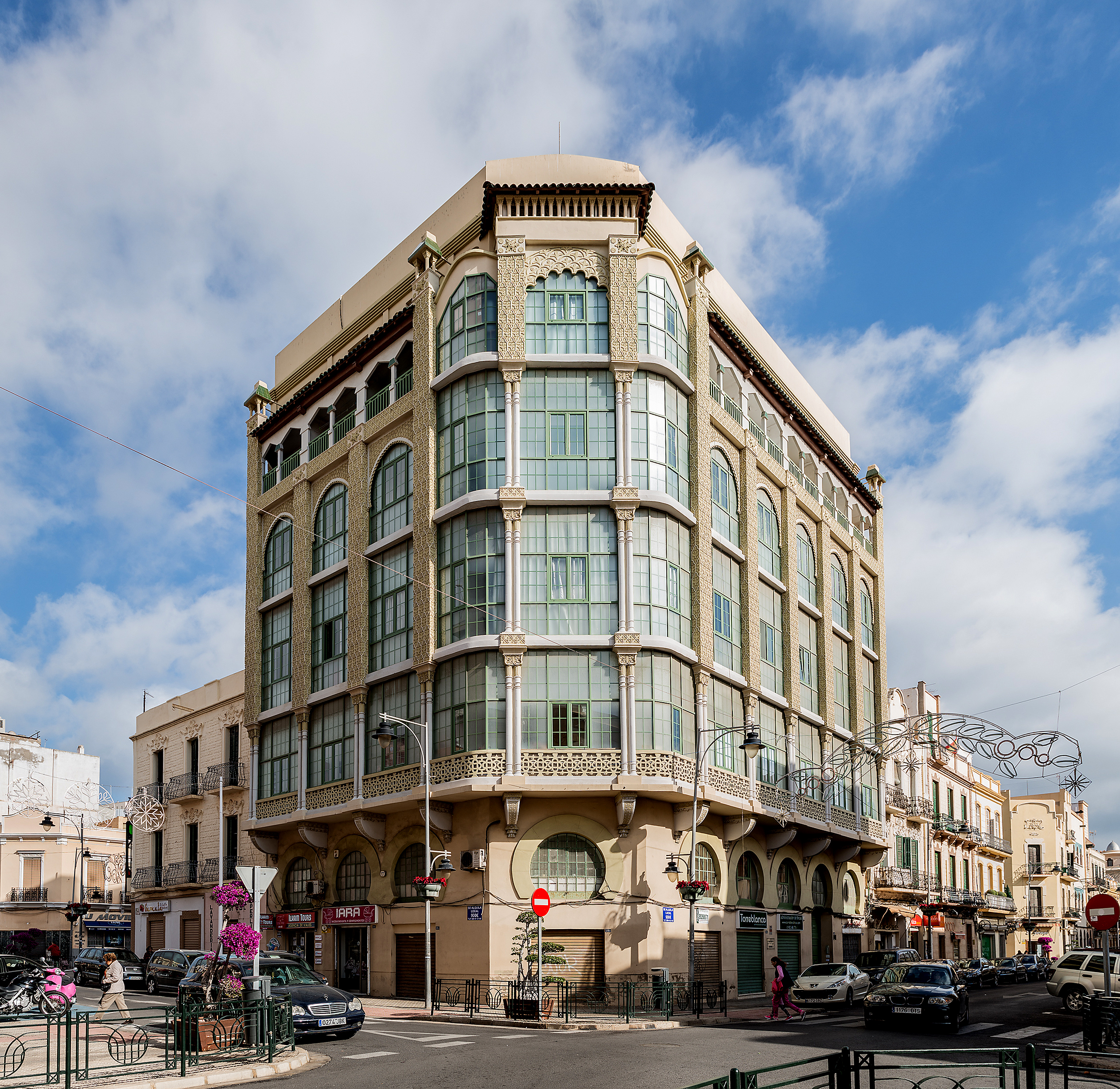
Casa dei cristalli